# 土屋亮直
土屋 亮直（つちや すけなお、元禄11年（1698年） - 宝暦13年4月26日（1763年5月27日））は、江戸時代中期の旗本。土屋逵直の長男。通称は惣八郎、平八郎。兄弟に寂秀（越前国照恩寺住職）、土屋好直（土屋政直養子）、土屋友直（兄の好直の養子）、伊奈忠正室（のちに離縁）。子女に土屋興直、渡辺貞綱室、土屋易直（土屋倫直養子）、土屋良直、松平昌豊（松平昌信養子）、京極高伴室、有馬純務室。
正徳4年（1714年）12月7日に父の逵直が隠居し家督を継ぐ。享保19年（1734年）、一族の土浦藩主土屋篤直が襲封にあたり、幼少であったためこれを補佐した。延享元年11月20日、隠居して家督を興直に譲り、静山と号する。墓所は君津市久留里の円覚寺。